# Zamostea
Zamostea est une commune roumaine située dans le județ de Suceava.